# Wolfgang Maerz
Wolfgang Maerz (* 19. Februar 1941 in Berlin; † 26. Juli 2001 ebenda) war ein deutscher Politiker (SPD).
Maerz schloss die Mittlere Reife ab und trat 1961 in die Berliner Verwaltung ein. 1965 wurde er Mitglied der SPD. Bei der Berliner Wahl 1971 wurde er in die Bezirksverordnetenversammlung im Bezirk Neukölln gewählt. Bei der folgenden Wahl 1975 wurde Maerz in das Abgeordnetenhaus von Berlin gewählt. 1979 konnte er das Direktmandat für den Wahlkreis Neukölln 1 gewinnen. Bis 1990 gehörte er dem Abgeordnetenhaus an.